# Gualberto Fernández
Gualberto Fernández   (El Salvador, 12 de juliol de 1941) és un exfutbolista salvadorenc de la dècada de 1970.
Fou internacional amb la selecció del Salvador.
Pel que fa a clubs, destacà a Alianza i Atlante.
Un cop retirat fou entrenador a Independiente, Cojutepeque i Alianza.